# Asinari

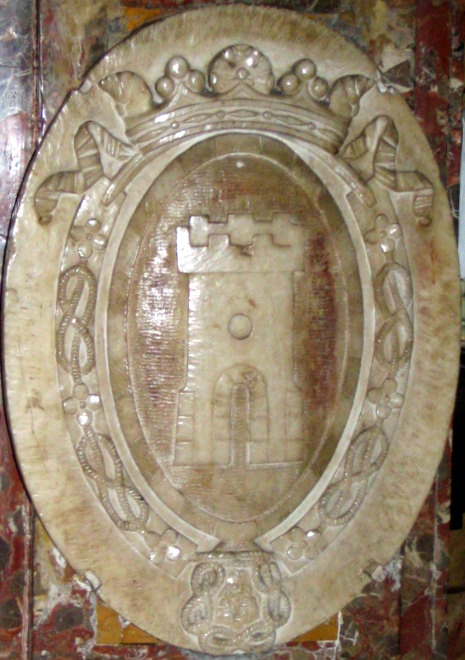
Stemma marmoreo degli Asinari di Costigliole (Chiesa di N.S. di Loreto, Costigliole d'Asti).

La Casata degli Asinari è una famiglia aristocratica piemontese originaria di Asti.

## Origini e sviluppo
Le origini leggendarie della famiglia, secondo il Manno, risalgono ad un certo Asinio degli Asinari, abate dell'Abbazia di Novalesa, che avrebbe accolto Carlo Magno durante la sua venuta in Piemonte. Sempre secondo il Manno, altre fonti citano un Asinaro condottiero di Vitige, re dei Goti.
Secondo Serafino Grassi, Enrico Asinari fu sindaco di Asti al momento dell'incendio della città da parte di Federico Barbarossa nel 1164.
Le notizie certe della famiglia compaiono nella prima metà del Duecento con la presenza di due nuclei famigliari ben distinti anche se accorpati in un unico "hospicium". Sono di questo periodo un Razone o Raxone Asinari, console, e Ratio, Guglielmo e Giovanni, credendari del Comune di Asti.
Nel Duecento, Federico Asinari di Loreto fu il capitano della cavalleria astese inviata in Terrasanta per la crociata del 1215. In questo periodo la famiglia sviluppò anche la propria vocazione affaristica: Opicino e Giovanni Asinari aprirono banchi ad Asti e a Genova ed ebbero tra i loro debitori il vescovo di Asti. Raimondo a metà del XIII secolo fu uno dei primi cives del Comune infeudati di un castello comunale del contado, quello di Dusino San Michele; egli in seguito si schierò con i ghibellini De Castello nelle lotte civili di Asti e diede origine al ramo di Dusino. L'alleanza con la famiglia Guttuari, famiglia ghibellina di spicco astigiana, fu non solo politica, ma anche commerciale: gli Asinari tennero un banco in comproprietà ad Asti per circa sette anni, dal 1291 al 1298.
Bonifacio e Tommaso furono attivi alla fine del XIII secolo in Savoia ed in Borgogna. Questi due personaggi diedero origine alle linee di San Marzano e Camerano.

## La guerra civile in Asti e l'esilio
Dopo questa prima fase di espansione finanziaria, gli Asinari subirono una battuta d'arresto a causa delle discordie cittadine con la fazione guelfa dei Solaro. La vittoria dello schieramento guelfo portò inevitabilmente all'esilio della maggior parte degli Asinari alleati ai Guttuari. Dopo un effimero ritorno in città caldeggiato da Enrico VII, la definitiva vittoria dei guelfi nel 1314, portò gli Asinari fuori dalle mura cittadine fino al 1339 con la venuta del Marchese del Monferrato prima ed i Visconti poi. Tolomeo Asinari, coinvolto nelle lotte civili, venne esiliato con la famiglia e si dedicò al commento del De consolatione philosophie manoscritto nel 1309 e miniato da Filippo di Altavilla (è conservato a Vienna). Questo comportò per quasi quarant'anni un pressoché totale assenza della famiglia dalle maggiori cariche cittadine ed uno sviluppo della stessa nel contado ed all'estero.
I figli di Bonifacio, Alessandro e Bonifacio in società con lo zio Bonomo svilupparono ed ampliarono l'attività in Borgogna, diventando finanziatori del conte Eude IV di Borgogna nel 1334.
La linea di Camerano orientò principalmente i suoi interessi in Svizzera e Germania (Berna, Friburgo, Colonia).
Nel XIV secolo la famiglia era talmente sviluppata da essersi diramata in ben cinque linee: il ramo di San Marzano (investiti dei feudi di Canelli, Bellangero, Moasca, San Marzano, Vesime, San Giorgio, Mombaldone, Montechiaro, Cartosio e Malvicino), il ramo di Camerano (con i feudi di Belotto, Camerano), il ramo di Casasco e quello di Dusino, Costigliole e Lù erano in comproprietà con i rami di San Marzano e Casasco ed in seguito originarono il ramo di Costigliole che a fine Seicento si unì alla famiglia Verasis.

## I dissidi interni
La famiglia ingrandì il proprio potere economico e commerciale al punto tale che più di una volta personaggi dei vari rami vennero in contrasto:
- Nel 1368, Antonio Asinari di San Marzano, occupò con le armi la parte di Costigliole di proprietà dei Camerano e la lite si trascinò fino al 1382
- Nel 1373 e 1378 i continui litigi patrimoniali tra i componenti del ramo di Camerano avevano portato i fratelli Michele e Tommaso ad imprigionare il cugino Manuele, fino all'intervento del giurisperto Raimondino Pallido
- Nel 1378 Petrino di Casasco venne bandito dalla città di Asti per aver aggredito il castellano di Camerano
- Nell'ottobre del 1385 una curia arbitrale si pronunciò sulle divergenze insorte tra il gruppo dei Camerano e dei Casasco negli interessi in Germania dove emerse che i conflitti erano nati per i continui litigi tra i territori confinanti sfociati con l'uccisione di Guglielmo Asinari di Casasco a Villafranca da parte del castellano dei Camerano.[3]

Gli storici non sono concordi nel considerare questo clima di litigiosità la principale causa di declino della famiglia nei commerci esteri, fatto sta che alla fine del XIV secolo il ramo di San Marzano in Borgogna sembra quasi del tutto scomparso, così come il ramo di Camerano che cessò la propria attività in Renania.
Alcuni componenti della famiglia si spostarono al nord nelle Fiandre e nella zona della Mosa, mantenendo la loro attività fino verso la metà del Quattrocento.
Con il passaggio della contea di Asti sotto gli Orléans, tutti i rami degli Asinari nell'arco di un secolo cessarono l'attività feneratizia trasformandosi in nobiltà territoriale e consolidando il proprio potere in circa una dozzina di castelli.

## Asinari di Camerano e di Casasco
Era sicuramente il ramo più facoltoso della famiglia operante nella Renania. Strinse forti legami con i Pallio o Pallido, gli Alione, i Montafia ed i Roero. Anche i Selvatico avevano legami di sangue con loro. Questa fitta rete di relazioni permise agli Asinari di Camerano e Casasco di ingrandire e sviluppare le proprie ricchezze in patria ed all'estero, fino ai dissidi che nacquero tra le due famiglie per rivendicazioni territoriali.
Il ramo di Camerano si estinse nel XVII secolo ed il feudo passò a Ghirone di Valperga conte di Masino, mentre il ramo di Casasco si concluse all'inizio del XVIII secolo.

## Asinari di San Marzano
Bonifacio nel 1280 lasciò le proprie ricchezze ai figli. Bonifacio e Tommaso divennero comproprietari del feudo di San Marzano.
Nel 1771, Filippo Valentino (morto nel 1780) fu infeudato primo marchese di San Marzano e Caraglio. Suo marchese Filippo Antonio, fu consigliere di Stato ed inviato da Napoleone Bonaparte come ambasciatore a Berlino. Divenne nel 1808 conte dell'Impero e nel 1813 senatore e reggente del Piemonte.
Dal marchese e poi conte Filippo Antonio Maria e la sua moglie Polissena della Chiesa di Cinzano originarono numerosi figli tra cui: il marchese Carlo Emanuele, aiutante di campo di Vittorio Emanuele I, uno dei capi dei moti del 1821; il conte Ermolao diplomatico e ministro degli affari esteri; Guido, dalla cui linea nacque il tenente generale Alessandro che combatté durante le guerre d'Indipendenza e nella campagna per la Guerra di Abissinia e il colonnello Carlo Alberto (1833 - ), che ebbe la medaglia al valore per la battaglia di Custoza e fu vicegovernatore del Duca d'Aosta.
Il titolo di conte passò da Ermolao (ottenne il titolo essendo nato nel 1800 ultimo figlio prima dell'ottenimento del titolo da parte del suo padre Filippo Antonio Maria) poi ai suoi figli Filippo (1835-), Britanio (1839-), e poi Giuseppe Sigray (1842-1898).

## Asinari di Costigliole d'Asti

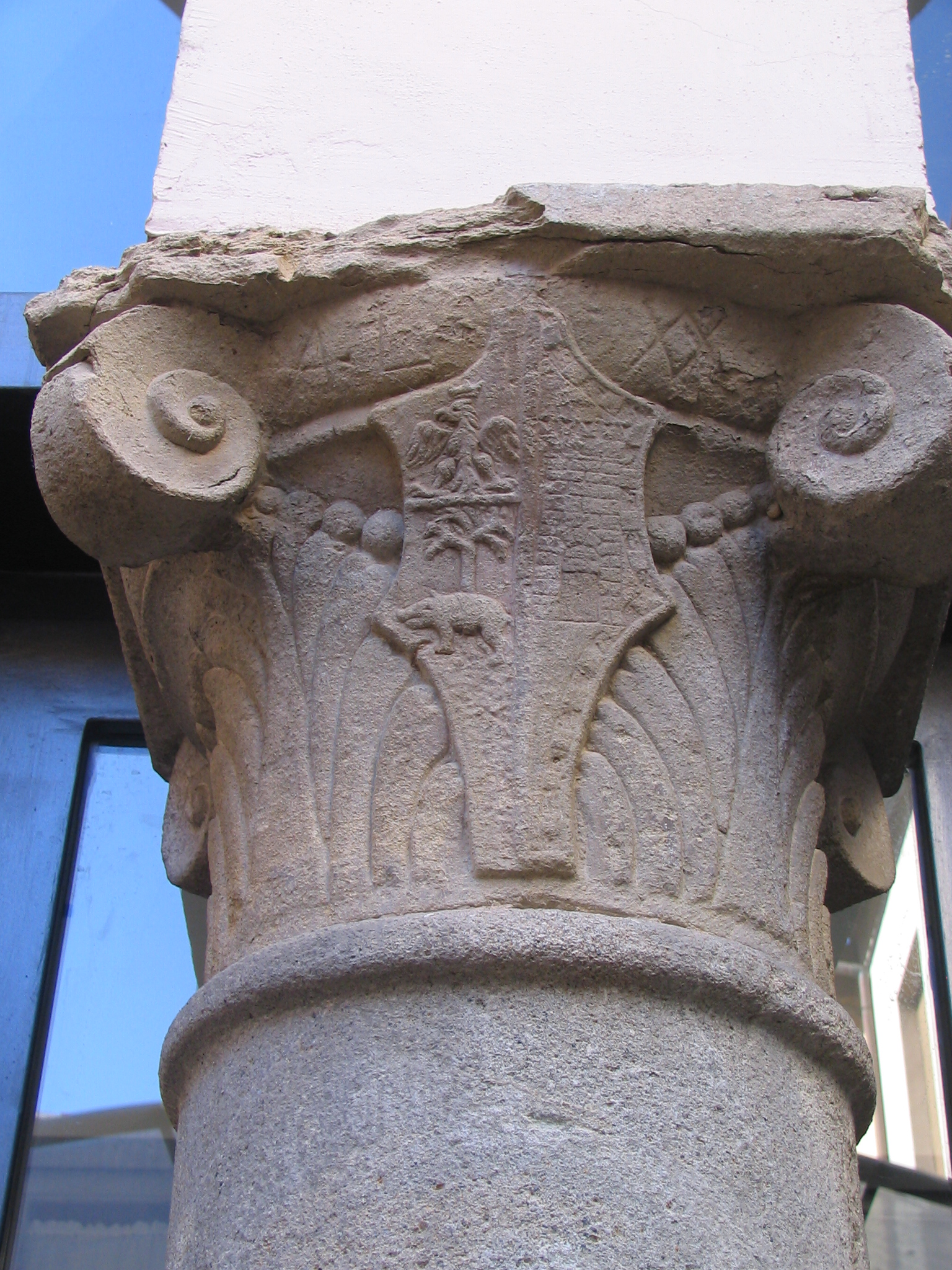
Stemma dei Verasis-Asinari scolpito sulle colonne del Palazzo

Originati dal ramo degli Asinari di San Marzano, il capostipite fu Alessandro e suo fratello Bonifacio. Il primo ebbe Secondino e Giorgio, primo signore di Costigliole (1341). Antonio, figlio di Secondino fu il secondo signore (1382). I successori furono Alessandro, Antonio, Alessandro, Gilardino, Girolamo, Giovanni Aurelio.
Giovanni Aurelio (1576) sposò Antonia Cacherano d'Osasco e Rocca d'Arazzo ed ebbe Michele (morto nel 1620) e Aurelia Ottavia. Michele sposò Camilla Griffi da Milano ed ebbe una figlia morta piccola ed una figlia illegittima, Leonora, legittimata nel 1622, che andò in sposa prima al nobile Giovanni Borio da Costigliole, capitano d'artiglieria di S.A., poi ad Alberto Viale. Il conte Aurelio Asinari constatò che la famiglia si sarebbe estinta a causa della presenza di sole discendenti femminili.
Essendo due delle tre figlie (Barbara e Camilla) monache clarisse ad Asti, nel testamento del 24 maggio 1620, il conte lasciava l'intero patrimonio della famiglia alla primogenita Aurelia Ottavia, a patto che il genero assumesse nome e stemma Asinari. Quando lei si sposò con il cavaliere Giovanni Antonio Verasis, venne investita del feudo di Costigliole d'Asti e tutti i possedimenti della famiglia Asinari, con la clausola di aggiungere al cognome del marito il proprio, fondando la dinastia dei Verasis Asinari e decretando l'estinzione degli Asinari.
Nel 1854, il conte Francesco Verasis Asinari di Costigliole d'Asti e Castiglione Tinella, sposò la celebre Virginia Oldoini e da questa ebbe un figlio, Giorgio.

## Le abitazioni

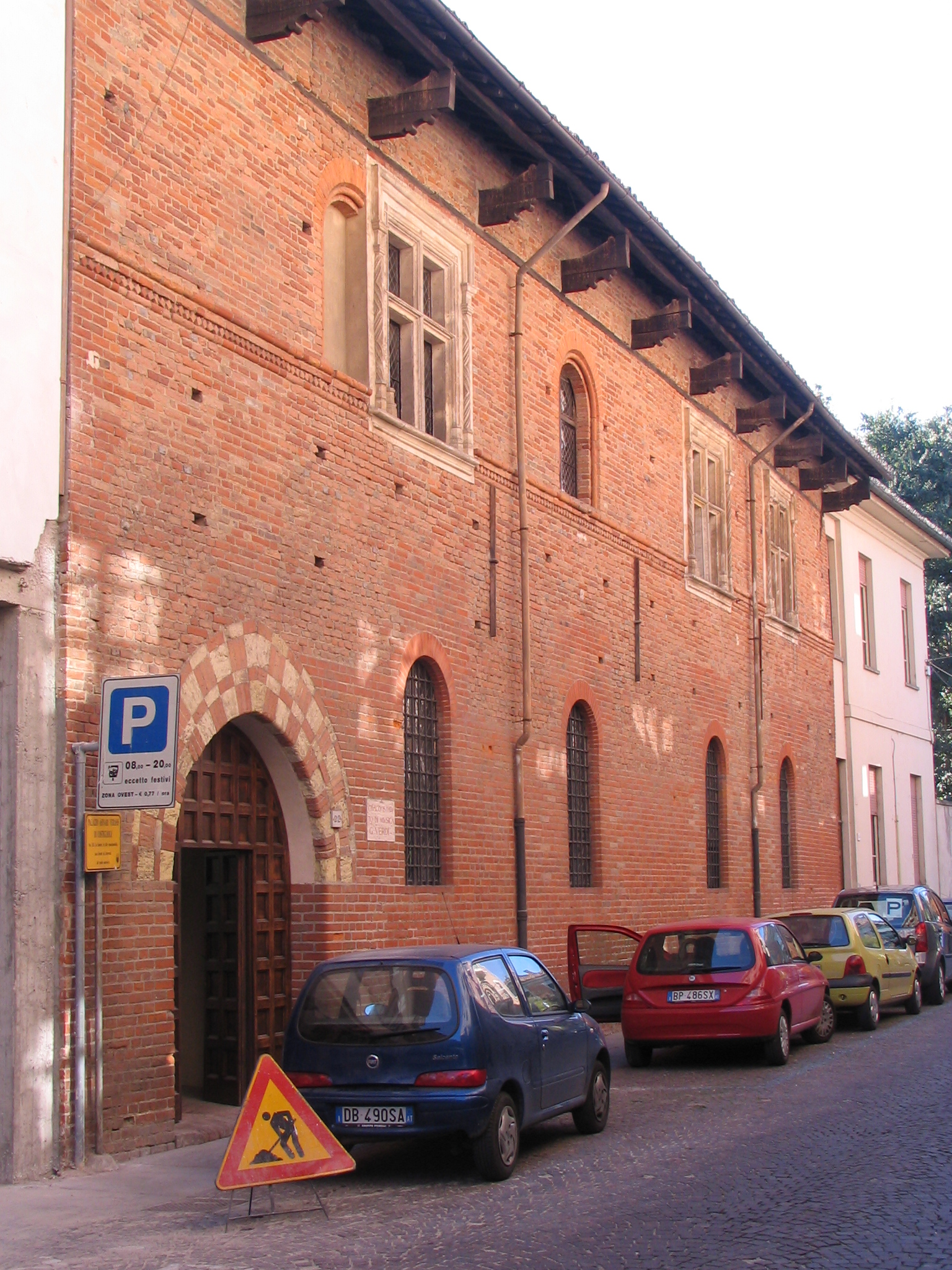
Palazzo Verasis-Asinari, la facciata.

Fitto ed articolato era l'insediamento della famiglia Asinari nella città di Asti. Nella zona di porta Arco (all'imbocco di piazza Alfieri, nei pressi del Teatro Alfieri) viene individuato il nucleo abitativo più antico della famiglia, qui veniva citato un "solarium Assinariorum" (1197 - 1198).
Nella stessa zona, ma in epoca più tarda, un palazzo di proprietà dei San Marzano è il Palazzo degli Spagnoli in prossimità del teatro Alfieri. L'edificio presenta ancora oggi molte armi gentilizie nel porticato interno della famiglia Avalos, proprietaria dello stabile nel XV secolo.
I Verasis-Asinari abitavano il palazzo in via Natta, tra via Milliavacca e via Giobert tuttora utilizzato come sede del conservatorio "G. Verdi". Risale al secolo XIV, ma in epoca rinascimentale fu ristrutturato. Costruito in arenaria e mattone, faceva parte di un complesso edilizio più vasto di architettura gotica, comprendente le vie Cattedrale, Giobert, Natta e Milliavacca. A sinistra del portone vi era una torre segnalata nella carta del Theatrum Statuum Sabaudiae del 1671. Il piano nobile presenta finestre "crociate" rinascimentali simili a quelle presenti a Palazzo Mazzola. La casa nel XVI secolo passò di proprietà della famiglia Verasis. Nel XIX secolo il conte Luigi Verasi-Asinari abbandonò il palazzo per abitare in un lussuoso palazzo a Torino e nel 1933 il palazzo divenne proprietà del Comune di Asti.
Gli Asinari di San Marzano possedevano inoltre un edificio in corso Alfieri, angolo via Carducci nella zona un tempo definita "caneto degli Asinari". Il palazzo fu abitato dalla famiglia fino all'inizio dell'Ottocento, nel XVIII secolo la torre venne abbattuta.
Sempre nella zona, tra le vie Carducci, Caracciolo Massaia e Varrone, era presente una "contrata Assinariorum" (1338). La zona ancora tra il XVI e XVII secolo era abitata da alcuni nobili della famiglia: gli Asinari di Gresy, quelli di Soglio e di Casasco. Nel Rione San Paolo, Manuele e Bartolomeo Asinari avevano nel Trecento una " domus" nei pressi del convento di San Francesco.

## Stemma
```

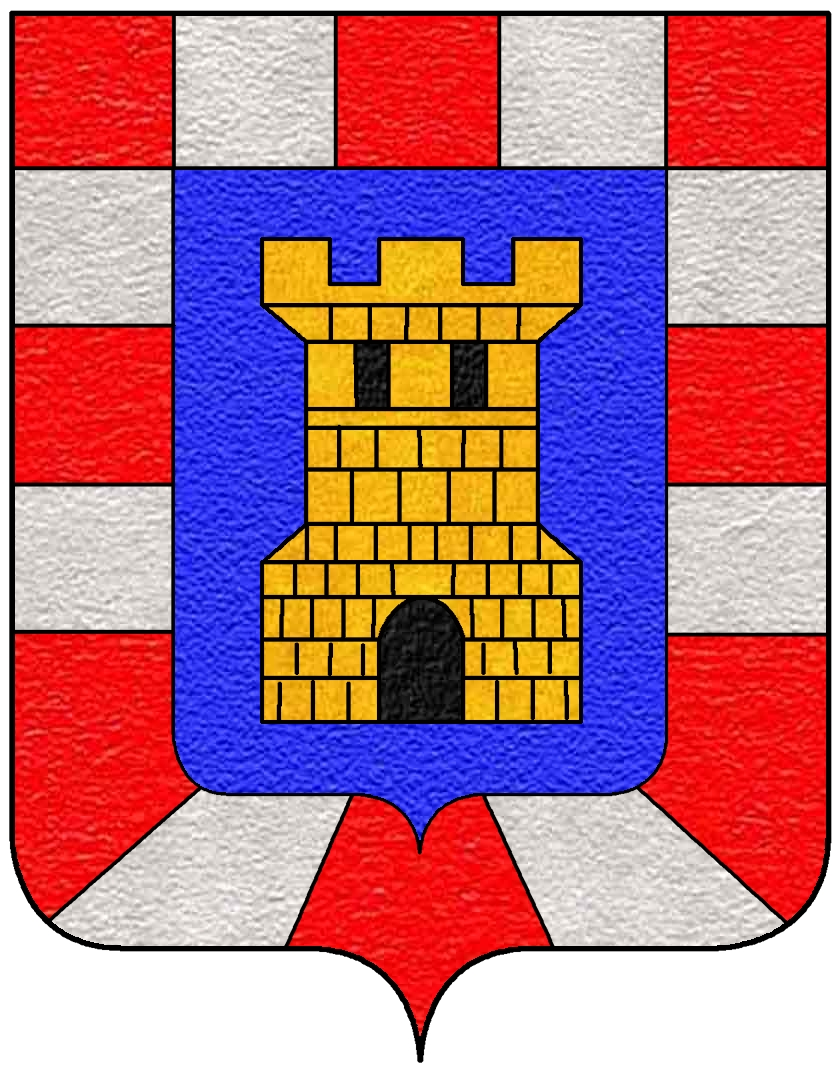
Blasone degli Asinari

Lo stemma degli Asinari, è l'unico esempio in Asti di araldica con all'interno una costruzione architettonica (la 
torre
). È probabile che questo si possa riferire alle molte infeudazioni della famiglia sul territorio astigiano. La bordura bianco-rossa dello stemma si rifà alla tipica bicromia delle famiglie legate all'Impero.
[
16
]
```

Scudo:D'azzurro alla torre d'oro, la porta ferrata d'argento, con la bordatura composta d'argento e di rosso
Cimiero: Asino nascente, alato d'oro
Motto: TVTTO. ALFIN. VOLA.

## Genealogia
Albero genealogico nei tratti principali.

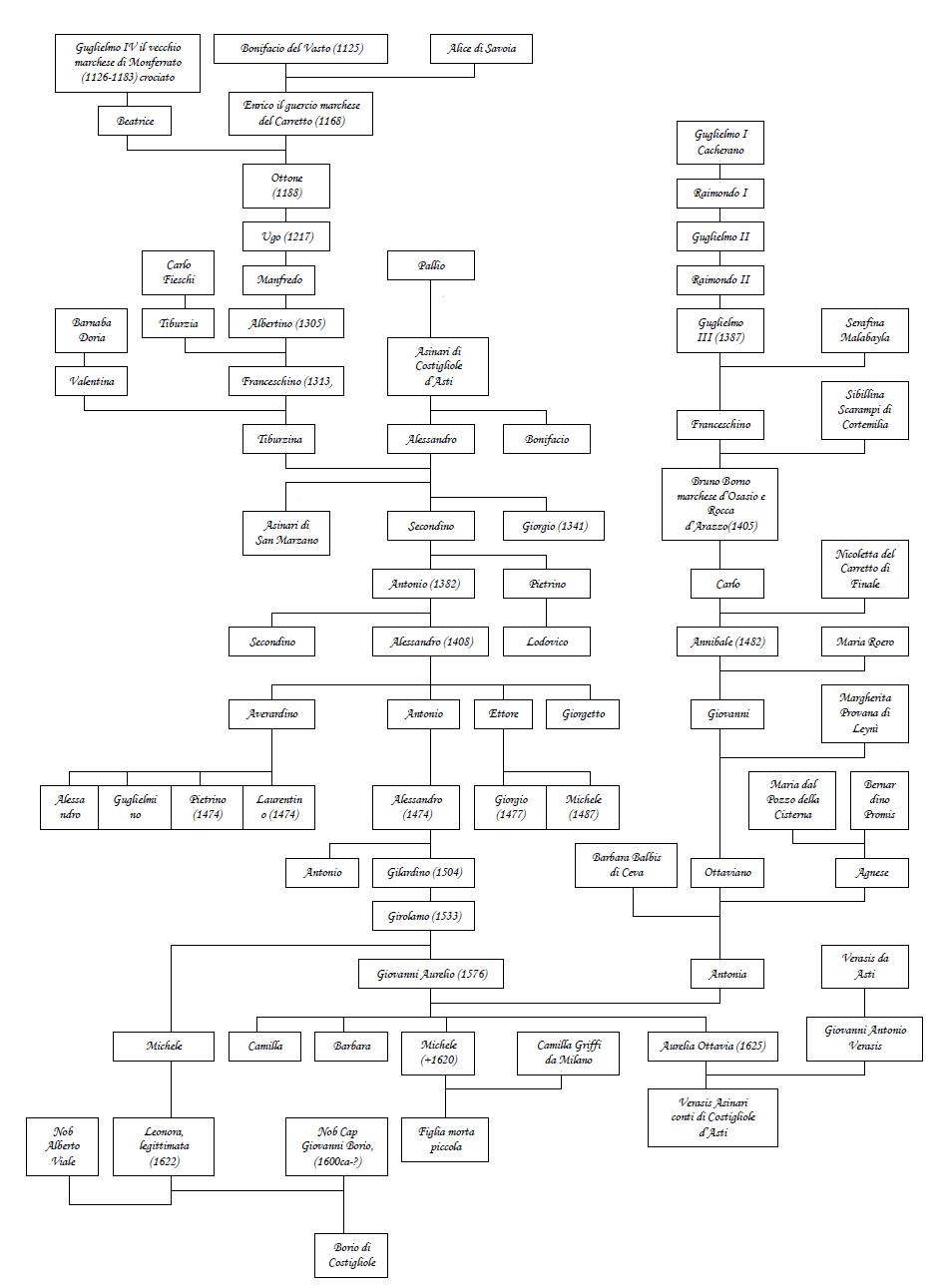
Albero genealogico Asinari di Costigliole

|  |  |  |  |  |  |  |  |  |  |                                             |                                             |                                             |                                             |                                             |                                             |  |  |                      |                      |                      |                      | Bonifacio †1280      | Bonifacio †1280      | Bonifacio †1280 | Bonifacio †1280 | Bonifacio †1280 | Bonifacio †1280 |                   |                   |                   |                   |                   |                   |                                       |                                       |                                       |                                       |                                       |                                       |  |  | Raimondo 1254   | Raimondo 1254   | Raimondo 1254   | Raimondo 1254   | Raimondo 1254   | Raimondo 1254   |  |  |  |  |  |  |  |  |  |  |  |  |  |  |  |  |  |  |  |  |  |  |  |  |  |  |  |  |  |  |  |  |  |  |
|  |  |  |  |  |  |  |  |  |  |                                             |                                             |                                             |                                             |                                             |                                             |  |  |                      |                      |                      |                      | Bonifacio †1280      | Bonifacio †1280      | Bonifacio †1280 | Bonifacio †1280 | Bonifacio †1280 | Bonifacio †1280 |                   |                   |                   |                   |                   |                   |                                       |                                       |                                       |                                       |                                       |                                       |  |  | Raimondo 1254   | Raimondo 1254   | Raimondo 1254   | Raimondo 1254   | Raimondo 1254   | Raimondo 1254   |  |  |  |  |  |  |  |  |  |  |  |  |  |  |  |  |  |  |  |  |  |  |  |  |  |  |  |  |  |  |  |  |  |  |
|  |  |  |  |  |  |  |  |  |  |                                             |                                             |                                             |                                             |                                             |                                             |  |  |                      |                      |                      |                      |                      |                      |                 |                 |                 |                 |                   |                   |                   |                   |                   |                   |                                       |                                       |                                       |                                       |                                       |                                       |  |  |                 |                 |                 |                 |                 |                 |  |  |  |  |  |  |  |  |  |  |  |  |  |  |  |  |  |  |  |  |  |  |  |  |  |  |  |  |  |  |  |  |  |  |
|  |  |  |  |  |  |  |  |  |  |                                             |                                             |                                             |                                             |                                             |                                             |  |  | Linea di San Marzano | Linea di San Marzano | Linea di San Marzano | Linea di San Marzano | Linea di San Marzano | Linea di San Marzano |                 |                 |                 |                 | Linea di Camerano | Linea di Camerano | Linea di Camerano | Linea di Camerano | Linea di Camerano | Linea di Camerano |                                       |                                       |                                       |                                       |                                       |                                       |  |  | Linea di Dusino | Linea di Dusino | Linea di Dusino | Linea di Dusino | Linea di Dusino | Linea di Dusino |  |  |  |  |  |  |  |  |  |  |  |  |  |  |  |  |  |  |  |  |  |  |  |  |  |  |  |  |  |  |  |  |  |  |
|  |  |  |  |  |  |  |  |  |  |                                             |                                             |                                             |                                             |                                             |                                             |  |  | Linea di San Marzano | Linea di San Marzano | Linea di San Marzano | Linea di San Marzano | Linea di San Marzano | Linea di San Marzano |                 |                 |                 |                 | Linea di Camerano | Linea di Camerano | Linea di Camerano | Linea di Camerano | Linea di Camerano | Linea di Camerano |                                       |                                       |                                       |                                       |                                       |                                       |  |  | Linea di Dusino | Linea di Dusino | Linea di Dusino | Linea di Dusino | Linea di Dusino | Linea di Dusino |  |  |  |  |  |  |  |  |  |  |  |  |  |  |  |  |  |  |  |  |  |  |  |  |  |  |  |  |  |  |  |  |  |  |
|  |  |  |  |  |  |  |  |  |  |                                             |                                             |                                             |                                             |                                             |                                             |  |  |                      |                      |                      |                      |                      |                      |                 |                 |                 |                 |                   |                   |                   |                   |                   |                   |                                       |                                       |                                       |                                       |                                       |                                       |  |  |                 |                 |                 |                 |                 |                 |  |  |  |  |  |  |  |  |  |  |  |  |  |  |  |  |  |  |  |  |  |  |  |  |  |  |  |  |  |  |  |  |  |  |
|  |  |  |  |  |  |  |  |  |  | Alessandro                                  | Alessandro                                  | Alessandro                                  | Alessandro                                  | Alessandro                                  | Alessandro                                  |  |  | Bonifacio            | Bonifacio            | Bonifacio            | Bonifacio            | Bonifacio            | Bonifacio            |                 |                 |                 |                 | Tommaso           | Tommaso           | Tommaso           | Tommaso           | Tommaso           | Tommaso           |                                       |                                       |                                       |                                       |                                       |                                       |  |  |                 |                 |                 |                 |                 |                 |  |  |  |  |  |  |  |  |  |  |  |  |  |  |  |  |  |  |  |  |  |  |  |  |  |  |  |  |  |  |  |  |  |  |
|  |  |  |  |  |  |  |  |  |  | Alessandro                                  | Alessandro                                  | Alessandro                                  | Alessandro                                  | Alessandro                                  | Alessandro                                  |  |  | Bonifacio            | Bonifacio            | Bonifacio            | Bonifacio            | Bonifacio            | Bonifacio            |                 |                 |                 |                 | Tommaso           | Tommaso           | Tommaso           | Tommaso           | Tommaso           | Tommaso           |                                       |                                       |                                       |                                       |                                       |                                       |  |  |                 |                 |                 |                 |                 |                 |  |  |  |  |  |  |  |  |  |  |  |  |  |  |  |  |  |  |  |  |  |  |  |  |  |  |  |  |  |  |  |  |  |  |
|  |  |  |  |  |  |  |  |  |  |                                             |                                             |                                             |                                             |                                             |                                             |  |  |                      |                      |                      |                      |                      |                      |                 |                 |                 |                 |                   |                   |                   |                   |                   |                   |                                       |                                       |                                       |                                       |                                       |                                       |  |  |                 |                 |                 |                 |                 |                 |  |  |  |  |  |  |  |  |  |  |  |  |  |  |  |  |  |  |  |  |  |  |  |  |  |  |  |  |  |  |  |  |  |  |
|  |  |  |  |  |  |  |  |  |  | Giorgio †1339 Signore di Costigliole d'Asti | Giorgio †1339 Signore di Costigliole d'Asti | Giorgio †1339 Signore di Costigliole d'Asti | Giorgio †1339 Signore di Costigliole d'Asti | Giorgio †1339 Signore di Costigliole d'Asti | Giorgio †1339 Signore di Costigliole d'Asti |  |  |                      |                      |                      |                      |                      |                      | Corrado †1372   | Corrado †1372   | Corrado †1372   | Corrado †1372   | Corrado †1372     | Corrado †1372     |                   |                   |                   |                   | Franceschino †1367 Signore di Casasco | Franceschino †1367 Signore di Casasco | Franceschino †1367 Signore di Casasco | Franceschino †1367 Signore di Casasco | Franceschino †1367 Signore di Casasco | Franceschino †1367 Signore di Casasco |  |  |                 |                 |                 |                 |                 |                 |  |  |  |  |  |  |  |  |  |  |  |  |  |  |  |  |  |  |  |  |  |  |  |  |  |  |  |  |  |  |  |  |  |  |

## Galleria di ritratti

La Contessa di Castiglione, fotografata da Pierre-Louis Pierson (circa 1863-66)